# Serre (fiume)
La Serre è un fiume francese che scorre nei dipartimenti Aisne e Ardenne nelle regioni del Grande Est e dell’Alta Francia e che sfocia nell’Oise, affluente della Senna.

## Geografia
Nasce dalle colline poco ad est del paese di La Férée. Nei primi chilometri mantiene una direzione sud-ovest, fino a Rozoy-sur-Serre. A Montcornet riceve l’Hurtaut da sinistra e continua verso nord-ovest, arrivando così a Marle, luogo di confluenza con il Vilpion, il suo maggiore affluente, che proviene da destra. Prosegue quindi verso sud-ovest e poi verso ovest: a Crécy-sur-Serre riceve da sinistra le acque della Souche, poi da destra quelle del Peron presso Remies. Si getta nell’Oise a nord di Danizy.
Il fiume dà il proprio nome a diversi altri comuni: Assis-sur-Serre, Barenton-sur-Serre, Bosmont-sur-Serre, Pouilly-sur-Serre, Rouvroy-sur-Serre, Verneuil-sur-Serre. Inoltre da essa trae nome la Comunità dei Comuni del Paese della Serre.
Il bacino della Serre è composto per l’81% da territori agricoli, per il 12,91% da foreste ed ambienti seminaturali, per il 5,06% da territori antropizzati, per lo 0,61% da zone umide e per lo 0,13% da superfici d’acqua.

## Idronimo
Gli antichi toponimi attestati sono Sara nel VI secolo, Sera nell’867, Serra nel 1162, Sere nel 1368 e Cere nel 1389. Potrebbe derivare da una radice preceltica o indoeuropea *ser- che significava muoversi rapidamente e che sarebbe anche all’origine degli idronimi Saar e Sère.

## Idrografia
La stazione idrometrica di Pont à Bucy nel comune di Nouvion-et-Catillon si trova poco a monte della confluenza con l’Oise.